# 巴士底广场
巴士底广场（法語：Place de la Bastille，法語發音：[plas də la bastij]）是法国首都巴黎的一个广场，是法國大革命的重要紀念地方。
过去是巴士底狱所在地，直到攻占巴士底狱，随后在法国革命期间的1789年7月14日到1790年7月14日之间，被彻底破坏，没有留下任何痕迹。 
这个广场跨巴黎市的3个区：第四区、第十一区和第十二区。这个广场和周边地区简称为“巴士底”。
立于广场中心的七月柱由路易-菲利普一世兴建于1833年到1840年，是为了纪念1830年的七月革命。其他显著的特征包括巴士底歌剧院、巴士底地铁站以及一段圣马丁运河。在1984年以前，歌剧院所在的地方，曾经是巴士底火车站。
这个广场经常举办音乐会或类似活动。巴士底的东北部拥有许多咖啡馆、酒吧、夜总会和音乐厅，夜生活颇为热闹。
由于这个广场具有相当的历史意义，也经常用于政治示威，包括大规模的2006年3月28日法国劳工抗议。
在巴士底广场交汇的道路有圣安托万路、圣安托万市郊路、亨利四世大道、里昂路、勒努瓦大道、博马舍大道等。

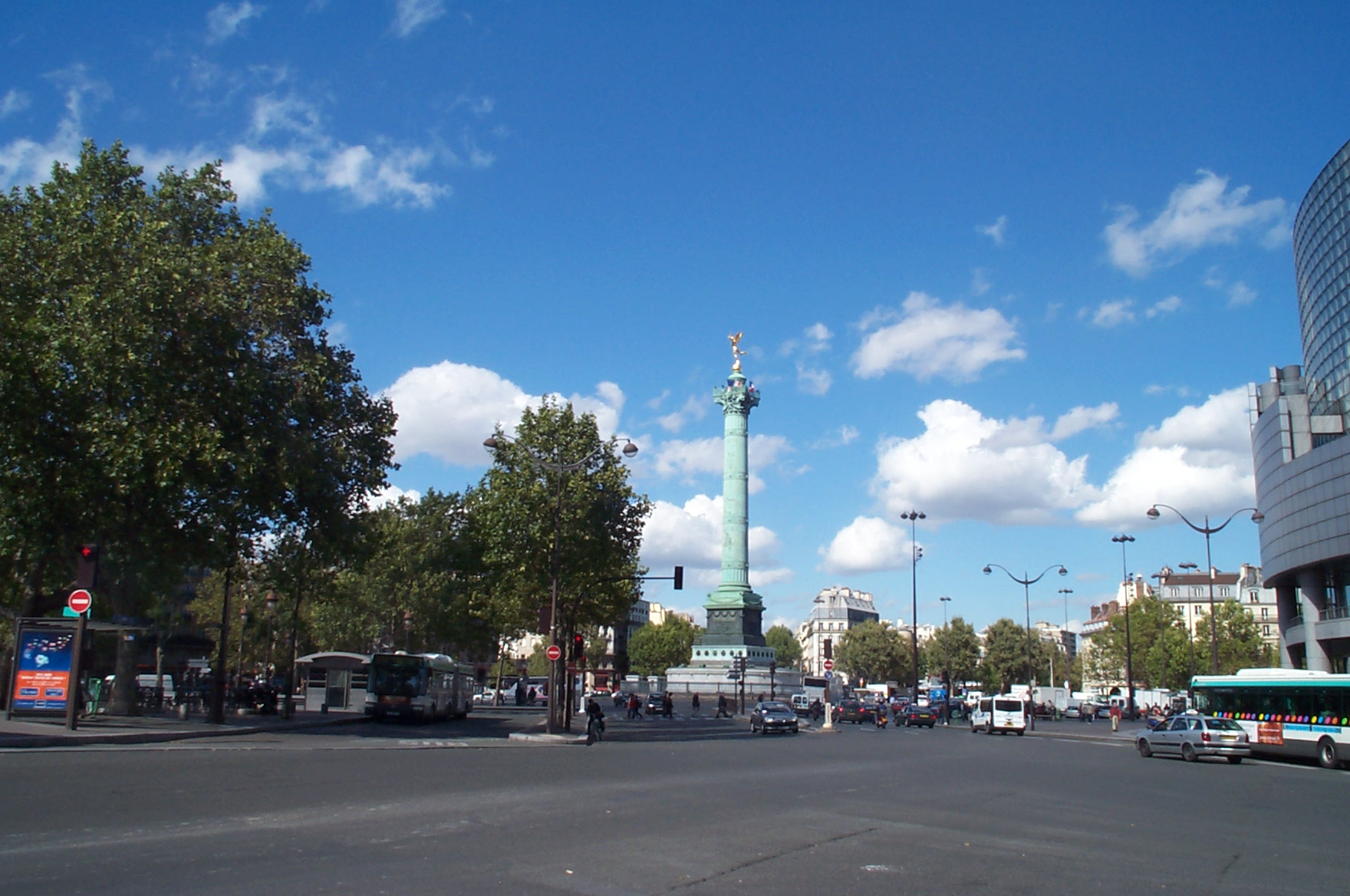
巴士底广场

## 外部連結
- Satellite image from Google Maps
- Images of the July Column (Insecula)
- Gilded statue, Génie de la Liberté, at the summit of the Column (Webshots user photo - links to bigger version)
- L'Éléphant de la Bastille （页面存档备份，存于）
- Place de la Bastille  current photographs and of the years 1900
- The 1974 Bastille day Parade onf the Place de la Bastille （页面存档备份，存于）, full video broadcast by the French National Audiovisual Institute

Template:巴黎名胜
48°51′11.3″N 2°22′8.8″E / 48.853139°N 2.369111°E